# Styelopsis tricostata
Styelopsis tricostata is een zakpijpensoort uit de familie van de Styelidae. De wetenschappelijke naam van de soort is voor het eerst geldig gepubliceerd in 1960 door Millar.